# Paul Hirsch
Pour les articles homonymes, voir Hirsch.
Paul Hirsch est un monteur américain né le 14 novembre 1945 à New York. 
Il a participé au montage de nombreux films célèbres comme La Guerre des étoiles (pour lequel il remporte l'Oscar du meilleur montage avec Richard Chew et Marcia Lucas) ou L'Empire contre-attaque.
Il collabore fréquemment avec le réalisateur Brian De Palma, qui lui a confié le montage de neuf de ses films, de Sœurs de sang jusqu'à Mission to Mars, en passant par Mission impossible.  

## Filmographie sélective
- 1970 : Hi, Mom! de Brian De Palma
- 1972 : Sœurs de sang de Brian De Palma
- 1974 : Phantom of the Paradise de Brian De Palma
- 1975 : Obsession de Brian De Palma
- 1976 : Carrie au bal du diable de Brian De Palma
- 1977 : La guerre des étoiles de George Lucas
- 1978 : Furie de Brian De Palma
- 1978 : Le Roi des gitans (King of the Gypsies) de Frank Pierson
- 1980 : L'Empire contre-attaque d'Irvin Kershner
- 1981 : Blow Out de Brian De Palma
- 1982 : Creepshow de George A. Romero
- 1984 : Footloose d'Herbert Ross
- 1986 : La Folle Journée de Ferris Bueller de John Hughes
- 1987 : Le secret de mon succès d'Herbert Ross
- 1987 : Un ticket pour deux de John Hughes
- 1989 : Potins de femmes d'Herbert Ross
- 1992 : L'Esprit de Cain de Brian De Palma
- 1992 : Chute libre de Joel Schumacher
- 1994 : Les Complices de Charles Shyer
- 1996 : Mission impossible de Brian De Palma
- 1998 : Pluie d'enfer de Mikael Salomon
- 1998 : Mon ami Joe de Ron Underwood
- 1999 : Lake Placid de Steve Miner
- 2000 : Mission to Mars de Brian De Palma
- 2004 : Ray de Taylor Hackford
- 2008 : La Loi et l'Ordre de Jon Avnet
- 2010 : Love Ranch, de Taylor Hackford
- 2011 : Source Code de Duncan Jones
- 2011 : Mission impossible : Protocole Fantôme de Brad Bird
- 2016 : Warcraft : Le Commencement de Duncan Jones
- 2017 : La Momie (The Mummy) d'Alex Kurtzman

## Ouvrages
- Paul Hirsch, Il y a bien longtemps, dans une salle de montage lointaine, très lointaine..., Carlotta Films, 9 juin 2022, 400 p. (ISBN 979-1093798158).